# Jean de Beaumanoir (1551-1614)
Pour les articles homonymes, voir Beaumanoir.
Pour les autres membres de la famille, voir Famille de Beaumanoir.
Jean de Beaumanoir (1551 – 13 novembre 1614, Paris), marquis de Lavardin (Sarthe), comte de Nègrepelisse (Tarn-et-Garonne), baron de Lucé (Eure-et-Loir), seigneur de Malicorne, maréchal de France en 1595.

## Biographie
Jean de Beaumanoir est issu d'une lignée cadette de la célèbre maison de Beaumanoir.
La jeunesse de Jean de Beaumanoir se passe auprès du futur roi de Navarre Henri IV dont le père Charles de Beaumanoir était le gouverneur. Il entre à l’âge de 18 ans dans la carrière des armes dans laquelle il se fit une réputation certaine. Éduqué dans la foi protestante, il embrasse la religion catholique après la mort de son père, lors des massacres de la Saint-Barthélemy.
Le 22 mars 1576, le marquis de Lavardin, qui estoit du party du roy de Navarre contre le roy, estoit à Chasteaugontier, avec des troupes, dit Louvet, qui pillaient et ravageaient le païs. Il se fait remarquer au sein de l’armée royale par sa cruauté envers les protestants. Il commande l’aile gauche de l’armée royale du duc de Joyeuse à la bataille de Coutras (1587).
À l’avènement d’Henri IV, il se rallie à lui, est nommé colonel général de l'infanterie, d'abord Lieutenant-général le 14 novembre 1590 puis gouverneur le 26 mars 1592 du Maine, chevalier du Saint-Esprit le 7 janvier 1595 et maréchal de France le 19 octobre 1595. Il commande ensuite l’armée de Bourgogne en 1602. Il se trouve dans le carrosse d’Henri IV lorsque celui-ci est assassiné par Ravaillac. Il est ensuite nommé ambassadeur en Angleterre en mars 1611 et meurt à Paris en 1614 .

## Union et postérité
Il épouse en 1578 Catherine Carmain comtesse de Nègrepelisse dont il a six enfants dont:
- Henri Ier de Beaumanoir marquis de  Lavardin († 1633)
- Charles de Beaumanoir de Lavardin évêque du Mans en 1610

Son arrière-petit-fils, René de Froulay de Tessé, comte de Tessé est maréchal de France en 1703.

## Armoiries
| Figure | Nom du prince et blasonnement     |
|        | D'azur à onze billettes d'argent. |